# Olly Murs (álbum)
Olly Murs es el primer álbum de estudio del cantante y compositor británico Olly Murs, lanzado el 23 de noviembre de 2010 bajo el sello de Epic Records. El álbum contiene un total de 12 canciones, la mayoría escritas por Murs, y trata temas como la seducción, los cambios en la vida, el coqueteo, la infidelidad, entre otros.
El álbum tuvo críticas dispares, con varios expertos dando comentarios positivos sobre la voz de Murs, pero mencionando que la mayoría de las canciones son repetitivas. Comercialmente, el álbum alcanzó la segunda posición en el Reino Unido y la undécima en Irlanda. En ambos países recibió certificaciones por sus ventas. Para su promoción, fueron lanzados cuatro sencillos, destacándose «Please Don't Let Me Go», el cual debutó en el número 1 del UK Singles Chart. En los BBC Radio 1 Teen Awards de 2011, Olly Murs ganó el premio al Mejor Álbum Británico.

## Recepción

### Comentarios de la crítica
El álbum en general tuvo críticas dispares de parte de los expertos, aunque en su mayoría positivas. Por un lado, Jon O'Brien de Allmusic lo calificó con 3.5 estrellas de 5 y mencionó que a lo largo del disco, las capacidades vocales y de composición de Murs se destacan, aunque, sostuvo que la mayoría de las canciones son repetitivas. Por otra parte, Fraser McAlphine de BBC dijo que la primera mitad del álbum se siente fresca, mezclando pop con reggae y ska, pero la segunda mitad se vuelve repetitiva y plana. Hermione Hoby de The Guardian coincidió diciendo que el disco se siente repetitivo y en varias ocasiones, los ritmos con influencia reggae opacan la voz de Murs. Hoby comentó que «Please Don't Let Me Go» es el único tema que resalta.

### Recibimiento comercial
En el Reino Unido, el álbum debutó en la posición número 2 del UK Albums Chart. Posteriormente, recibió la certificación de doble disco de platino por parte de la British Phonographic Industry (BPI) tras superar las 600 mil copias vendidas en el país. Con menos de 2 meses desde su lanzamiento, Oll Murs fue el vigésimo álbum más vendido del 2010 en el Reino Unido. En Irlanda, alcanzó la posición número 11 de su listado semanal y más tarde obtuvo un disco de oro por 7500 copias vendidas en el país.

## Sencillos
Para promocionar el álbum, fue lanzado el tema «Please Don't Let Me Go» como sencillo el 27 de agosto de 2010. El tema debutó en la primera posición del UK Singles Chart, dando a Murs su primer número 1 en el Reino Unido, además de llegar al puesto número 5 en Irlanda. Más tarde, el 21 de noviembre de 2010, lanzó «Thinking of Me» como segundo sencillo y logró la cuarta posición en el Reino Unido y decimotercera en Irlanda. Ambos sencillos fueron certificados con disco de oro por la British Phonographic Industry (BPI) tras vender más de 400 mil copias en el Reino Unido. El 4 de marzo de 2011, se lanzó «Heart on My Sleeve» como tercer sencillo, y este alcanzó el puesto 20 del UK Singles Chart. Finalmente, «Busy» fue lanzado como cuarto y último sencillo del álbum el 27 de mayo de 2011 y solo logró la casilla 45 del UK Singles Chart, siendo la primera canción de Murs en no ingresar al top 40.

## Lista de canciones
- Edición estándar

| Olly Murs |                                  |                                                                        |          |  |
| N.º       | Título                           | Escritor(es)                                                           | Duración |  |
| 1.        | «Change Is Gonna Come»           | Olly Murs, Matt Prime, Blair MacKichan                                 | 3:46     |  |
| 2.        | «Please Don't Let Me Go»         | Murs, Claude Kelly Steve Robson                                        | 3:24     |  |
| 3.        | «Thinking of Me»                 | Murs, Robson, Wayne Hector                                             | 3:26     |  |
| 4.        | «Busy»                           | Murs, Adam Argyle, Martin Brammer                                      | 3:00     |  |
| 5.        | «I Blame Hollywood»              | Argyle, Brammer                                                        | 3:09     |  |
| 6.        | «Ask Me to Stay»                 | Murs, Chris Braide, Chris Difford                                      | 3:35     |  |
| 7.        | «Heart on My Sleeve»             | John Shanks, James Morrison                                            | 3:29     |  |
| 8.        | «Hold On»                        | Murs, Jerry Abbott, Grant Black, Julian Velard, Paul Williams          | 3:05     |  |
| 9.        | «Accidental»                     | Murs, Paddy Byrne                                                      | 3:22     |  |
| 10.       | «Love Shine Down» (con Jessie J) | Murs, Jason Pebworth, George Astasio, Jon Shave, Ed Sheeran, Dan Smith | 4:07     |  |
| 11.       | «Don't Say Goodbye»              | Murs, Mark Taylor, Samuel Preston                                      | 3:36     |  |
| 12.       | «A Million More Years»           | Lol Creme, Matt Schwartz                                               | 3:36     |  |
| 41:32     |                                  |                                                                        |          |  |

## Posicionamiento en listas

### Semanales
| Escocia     | Scottish Albums Chart | 2  |
| Irlanda     | Irish Albums Chart    | 11 |
| Reino Unido | UK Albums Chart       | 2  |

### Anuales
| Reino Unido | UK Albums Chart | 20 |

### Certificaciones
| Territorio  | Organismo certificador | Certificación | Ventas certificadas | Ref.   |
| ----------- | ---------------------- | ------------- | ------------------- | ------ |
| Irlanda     | IRMA                   | Oro           | 7500                | [ 11 ] |
| Reino Unido | BPI                    | 2× Platino    | 600 000             | [ 6 ]  |